# Apiomerus
Apiomerus là một chi côn trùng trong họ Reduviidae được tìm thấy ở Mỹ Các loài trong chi này còn được biết đến với tên gọi là bọ ám sát ong (bee assassin).

## Các loài
- Apiomerus californicus Berniker & Szerlip, 2011
- Apiomerus cazieri Berniker & Szerlip, 2011
- Apiomerus cooremani Costa Lima, Campos Seabra & Hathaway, 1951
- Apiomerus crassipes (Fabricius, 1803)
- Apiomerus flaviventris Herrich-Schaeffer, 1846
- Apiomerus floridensis Berniker & Szerlip, 2011
- Apiomerus hirtipes (Fabricius, 1787)
- Apiomerus immundus Bergroth, 1898
- Apiomerus longispinis Champion, 1899
- Apiomerus moestus Stål, 1862
- Apiomerus montanus Berniker & Szerlip, 2011
- Apiomerus peninsularis Berniker & Szerlip, 2011
- Apiomerus pictipes Herrich-Schaeffer, 1846
- Apiomerus pilipes Fabricius, 1787
- Apiomerus repletus Uhler, 1876
- Apiomerus rufipennis (Fallou, 1889)
- Apiomerus spissipes (Say, 1825)
- Apiomerus subpiceus Stål, 1862
- Apiomerus wygodzinskyi Berniker & Szerlip, 2011